# Anne Linnet (2008-album)
 For alternative betydninger, se Anne Linnet (flertydig). (Se også artikler, som begynder med Anne Linnet)
Anne Linnet er det 16. studiealbum af den danske sangerinde og sangskriver Anne Linnet, der blev udgivet den 10. november 2008 på Columbia Records og Sony BMG.
Albummet solgte 2800 eksemplarer i den første uge, og debuterede på tredjepladsen af hitlisten. I januar 2009 modtog albummet guld for 15.000 solgte eksemplarer.

## Spor
Alt tekst skrevet af Anne Linnet, alt musik komponeret af Anne Linnet og Marcus Linnet.
| #   | Titel                | Længde |
| --- | -------------------- | ------ |
| 1.  | "Alt i mig"          | 3:28   |
| 2.  | "Noget i dine øjne"  | 4:45   |
| 3.  | "Ka' jeg gøre noget" | 3:35   |
| 4.  | "Har du glemt"       | 4:11   |
| 5.  | "New Yorkeren"       | 4:37   |
| 6.  | "Politik"            | 4:12   |
| 7.  | "Atter en dag"       | 6:17   |
| 8.  | "Et glimt af dig"    | 5:05   |
| 9.  | "Affære"             | 2:49   |
| 10. | "Ved min side igen"  | 4:31   |